# Wolfgang Fischer (Fußballspieler, 1928)
Wolfgang Fischer (* 13. Mai 1928) ist ein ehemaliger deutscher Fußballspieler, der 1952/53 mit der BSG Motor Jena in der DDR-Oberliga spielte.

## Sportliche Laufbahn
Als zur Saison 1950/51 im DDR-Fußball mit der DDR-Liga eine neue zweitklassige Liga eingeführt wurde, gehörte auch die Betriebssportgemeinschaft (BSG) Mechanik Jena zum Teilnehmerfeld. Zum Kader gehörte der 22-jährige Stürmer Wolfgang Fischer. Gewöhnlich als halblinker Stürmer spielend wurde er in 13 der 18 Ligaspiele eingesetzt und kam zu einem Torerfolg. In die Ligasaison 1951/52 ging die BSG unter dem neuen Namen BSG Motor an den Start. Diesmal erzielte Fischer, vorwiegend auf halbrechts spielend, in 19 von 22 Punktspielen vier Treffer. Er hatte damit bedeutenden Anteil am Aufstieg der Jenaer in die DDR-Oberliga. Dort wurde Fischer von den beiden Trainern Kurt Findeisen und Bernhard Schipphorst 1952/53 in 31 der 32 Oberligaspielen flexibel sowohl im Mittelfeld wie auch als Stürmer eingesetzt. Ein Tor erzielte er dabei nicht. Da Motor Jena nicht den Klassenerhalt schaffte, spielte Wolfgang Fischer 1953/54 eine weitere Saison für Jena in der Zweitklassigkeit. In 24 von 26 Ligaspielen aufgeboten, gehörte er nach wie vor zum Stammaufgebot, nun aber durchgehend im Mittelfeld spielend, ohne dass er noch einmal zum Torerfolg kam. Nach dem Saisonende verabschiedete er sich von der BSG Motor Jena und schloss sich der BSG Motor Warnowwerft im norddeutschen Warnemünde an. In der gerade in die DDR-Liga aufgestiegenen Mannschaft war Fischer 1954/55 in seinen 23 Einsätzen bei 26 Punktspielen ausschließlich linker Mittelfeldakteur mit einem einmaligen Torerfolg. Anschließend wurde die bisher mit drei Staffeln spielende DDR-Liga auf eine Staffel reduziert. Da die BSG Warnowwerft in ihrer Staffel nur den neunten Rang erreichte, qualifizierte sie sich nicht für die nächste DDR-Liga-Saison und musste ab 1955 in der neuen drittklassigen II. DDR-Liga antreten. Warnemünde kehrte erst 1970 wieder in die I. DDR-Liga zurück, für Wolfgang Fischer war mit dem Abstieg die Laufbahn im höherklassigen Fußball beendet. Innerhalb von fünf Spielzeiten war er auf 31 Oberligaspiele (ohne Tore) und 79 DDR-Ligaspiele (sechs Tore) gekommen.